# Nematocampa interrupta
Nematocampa interrupta là một loài bướm đêm trong họ Geometridae.